# Corrado Solari
Corrado Solari (Rimini, 21 luglio 1950) è un attore italiano.

## Filmografia

### Cinema
- Le castagne sono buone, regia di Pietro Germi (1970)
- La classe operaia va in paradiso, regia di Elio Petri (1971)
- Giù la testa, regia di Sergio Leone (1971)
- L'istruttoria è chiusa: dimentichi, regia di Damiano Damiani (1971)
- La polizia ringrazia, regia di Steno (1972)
- D'amore si muore, regia di Carlo Carunchio (1972)
- Sbatti il mostro in prima pagina, regia di Marco Bellocchio (1972)
- L'uomo della strada fa giustizia, regia di Umberto Lenzi (1975)
- Un amore targato Forlì, regia di Riccardo Sesani (1976)
- Roma a mano armata,  regia di Umberto Lenzi (1976)
- Il trucido e lo sbirro, regia di Umberto Lenzi (1976)
- La banda del trucido, regia di Stelvio Massi (1977)
- L'uomo delle stelle, regia di Giuseppe Tornatore (1995)
- Amici Ahrarara, regia di Franco Amurri (2001)
- Ma che colpa abbiamo noi, regia di Carlo Verdone (2002)
- L'amore è eterno finché dura, regia di Carlo Verdone (2004)
- Non ti muovere, regia di Sergio Castellitto (2004)
- Vallanzasca - Gli angeli del male, regia di Michele Placido (2010)
- L'abbiamo fatta grossa, regia di Carlo Verdone (2016)
- Questione di karma, regia di Edoardo Falcone (2017)
- Tre piani, regia di Nanni Moretti (2021)
- Dante, regia di Pupi Avati (2022)

### Televisione
- La tecnica e il rito, regia di Miklós Jancsó (1972)
- Signora Ava, regia di Antonio Calenda - sceneggiato TV (1975)
- Una lepre con la faccia di bambina, regia di Gianni Serra (1989)
- Distretto di Polizia, regia di Antonello Grimaldi e Alberto Ferrari – serie TV, 7 episodi (2001, 2010)
- Uno Bianca, regida di Michele Soavi - miniserie TV (2001)
- Elisa di Rivombrosa, regia di Cinzia TH Torrini - serie TV (2003-2004)
- Don Matteo 4, regia di Giulio Base - serie TV (2004)
- Ultimo - L'infiltrato, regia di Michele Soavi - miniserie TV (2004)
- R.I.S. - Delitti imperfetti, regia di Alexis Sweet e di Pier Belloni - serie TV, 2 episodi (2005, 2007)
- Nebbie e delitti, regia di Riccardo Donna (2005)
- Attacco allo Stato, regia di Michele Soavi (2006)
- Medicina generale, regia di Renato De Maria e Luca Ribuoli - serie TV (2007-2010)
- Il mostro di Firenze, regia di Antonello Grimaldi - miniserie TV (2009)
- Mal'aria, regia di Paolo Bianchini (2009)
- Io e mio figlio - Nuove storie per il commissario Vivaldi, regia di Luciano Odorisio (2010)
- Crimini, regia di Andrea Manni - serie TV (2010)
- I Cesaroni, regia di Stefano Vicario e di Francesco Pavolini – serie TV (2010, 2014)
- Il commissario Manara 2, regia di Luca Ribuoli e Davide Marengo - serie TV (2011)
- Rex 3, regia di Marco Serafini - serie TV (2011)
- Un passo dal cielo, regia di Enrico Oldoini (2011)
- Nero Wolfe, regia di Riccardo Donna - serie TV (2012)
- Il bambino cattivo, regia di Pupi Avati (2013)
- I Cesaroni 5, regia di registi vari - serie TV (2014)
- L'onore e il rispetto 4, regia di Alessio Inturri - serie TV (2014)
- Rocco Schiavone, regia di Michele Soavi - serie TV, episodio 1x05 (2016)
- Forum, programma TV (2021)
- Vita da Carlo 2 - serie TV (2023)
- Everybody Loves Diamonds, regia di Gianluca Maria Tavarelli - serie TV, episodio 1x03 (2023)
- Kostas – serie TV, episodio 1x02 (2024)

### Cortometraggi
- La verifica notturna, regia di Ian Degrassi (2014)